# 岡部氏 (藤原南家)
岡部氏（おかべし）は、藤原南家入江氏庶流と伝わる武家・華族を出した日本の氏族。庶流の一家から江戸時代に和泉国岸和田藩主、維新後に華族の子爵家となった家を出している。

## 歴史

### 出自および織豊期までの動向
岡部氏は藤原南家の祖藤原武智麻呂の四男参議乙麻呂の末裔工藤氏庶流入江氏の末裔と伝わる。『尊卑分脈』によれば工藤為憲－時理－時信－維清と続き、維清が入江氏と称し、その子維綱を経て、清綱の代に駿河国益頭郡岡部郷（現在の静岡県藤枝市岡部町）に居住して岡部権守と称するようになり、その子泰綱が岡部氏を称するようになった。『吾妻鏡』 や『平家物語』に泰綱の名が見える。
泰綱の末裔という戦国時代の岡部信綱は、出家して常慶と号し、今川氏親に重臣として仕えたが、氏親の勘気を蒙って蟄居。その子正綱は初め今川義元に仕え、永禄11年（1568年）に武田信玄が駿河侵攻を行った後に清水に住んで武田氏に仕えるようになった。正綱は今川義元の人質時代の徳川家康と親しかった関係で、天正10年（1582年）から徳川家に仕え、駿河・甲斐両国に7060貫文を与えられた。
天正12年に家督を継いだ長盛は、天正18年（1590年）の徳川家康の関東移封に伴い、上総・下総両国1万2000石に移封され、下総山崎に住した。

#### 上記経緯に関する研究
ただし、長盛以前の文書はほとんど残されておらず、かつ一部に偽文書の可能性があるものが含まれていること、他の文書から正綱の嫡男・家督継承者であることが明らかである岡部康綱に関して全く所伝がないこと、長盛が代々の通字である「綱」を継いでいないことから、正綱・康綱父子と長盛の関係については同族他流からの家名継承を含めて今後の検討課題となる。
また岸和田藩主家・華族子爵家となる長盛の系統以外に、江戸時代まで武家として残った岡部一族として以下の4つの系統があり、長盛の系統と合わせて「岡部五家」と呼ばれる。
1. 武田氏滅亡後に穴山信君に仕えていた岡部次郎兵衛（能登）某が、家康の命令で武田信吉に仕え、息子・重綱の代に水戸徳川家家臣に編入された系統。
2. 岡部元信の息子・五郎兵衛真堯を祖とし、その子・五郎左衛門通綱が親族の土屋利直を頼って久留里藩に仕えたが、利直の子・忠胤が相馬氏の養子となった際に忠胤付の家臣として相馬中村藩に移った系統。
3. 土屋昌吉の子で岡部元信の養子となった元昌が結城秀康に仕え、子孫は福井藩家臣になった系統。この家が代々五郎兵衛を称し、元信の嫡流として遇されていた。
4. 岡部元信の五男とされる弥左衛門某の子孫を名乗る土佐藩家臣の系統。

この4家は家伝の文書の中に「左京進」「五郎兵衛」「丹波守」という共通の人物に関するものを含んでおり、左京進は岡部親綱及びその父親（系図が正しければ仲綱）、五郎兵衛（尉）及び丹波守は岡部元信に比定されている。また、「大和守」と「和泉守」の官途を持つ実名不明の父子の文書も伝えられ、2に伝わる別の文書からこの系統の祖である次郎兵衛は大和守の子かつ和泉守の弟で、武田信玄の駿河侵攻の時に父や兄が今川氏真に従って最終的に後北条氏には仕えたのに対し、初期の段階で武田方についたことも判明している。官途名より大和守父子が本来の嫡流で、天正元年（1573年）以前に後北条氏の下にいた氏真の下を辞去して武田氏に仕えた元信が信玄あるいは勝頼から岡部氏惣領の地位を認められたと推測されている。また、現存する大和守父子の文書も今川氏真に従って駿府を脱出した以降のものしか残されていないため、それ以前の文書は駿河侵攻で失われて元信が武田傘下で岡部氏を再興することになった際に和泉守（大和守は永禄12年に死去）から元信にそれ以降の文書が譲渡されたと考えられている。今川氏・武田氏・後北条氏と岡部氏が仕えた主家が次々と滅亡したこともあって一族も文書も離散してしまっており、本来の嫡流で後北条氏に仕えていた和泉守の子孫の動向は伝わっておらず、他にも家伝の文書とともに姿を消した岡部氏一門が存在したと考えられている。親綱の父である左京進（系図が正しければ仲綱）の代に大和守・和泉守（および次郎兵衛）父子の系統と親綱・元信父子の系統に分かれ、正綱もそこから遠く離れてはいないとする考察はあるものの、岸和田岡部家も含めてその関係を正確に再現した家系図が作成できない状況となっている。

### 江戸期
長盛は、関ケ原の合戦で東軍に属し、慶長14年（1609年）に丹波国内で3万2000石に加増されて亀山城に住し（丹波亀山藩）、元和7年（1621年）には5万石に加増されて丹波福知山藩に移封、寛永元年（1624年）に美濃国大垣藩に転封された。
長盛の長男宣勝の代にも、寛永10年（1633年）に播磨国龍野藩、寛永13年（1636年）に摂津国高槻藩と同じ石高での転封が繰り返された後、寛永17年（1640年）に1万石加増で和泉国日根・南両郡において6万石を領する和泉国岸和田藩主となった。また長盛の次男与賢も徳川秀忠に仕えて4500石の大身旗本に取り立てられた。
寛文元年（1661年）に行隆が岸和田藩を襲封した際に弟高成に5000石、豊明に2000石を分知して分家の旗本家にしたため5万3000石に減り、以降はこの石高で廃藩置県まで岸和田に在封した。
幕末には嫡流の長職が幼少であることから叔父長寛が代わりに藩主をやっており、尊皇派と佐幕派に藩論が分裂して動揺していることが多かったが、慶応3年12月に朝廷から諸侯に京都召集がかかると藩論を尊皇で統一し、慶応4年1月の鳥羽伏見の戦いでも朝廷軍側で参戦した

### 明治以降
明治元年（1868年）12月に長寛が隠居し、長職が家督相続して最後の岸和田藩主となった。明治2年の版籍奉還で華族に列するとともに藩知事に転じ、明治4年7月14日の廃藩置県に伴う罷免まで藩知事を務めた。
版籍奉還の際に定められた家禄は3409石。明治9年の金禄公債証書発行条例に基づき家禄の代わりに支給された金禄公債の額は、10万9891円53銭5厘（華族受給者中64位）。
明治前期の長職の住居は東京府本所区柳原町にあった。当時の家令は、乾新。
明治17年（1884年）の華族令施行で華族が五爵制になると長職は旧小藩知事として子爵に叙された。
長職はアメリカのエール大学やイギリスのケンブリッジ大学に留学後、外務次官、第2次桂内閣司法大臣、東京府知事、枢密顧問官などを歴任した。
長職が大正14年12月27日に死去した後には長男の長景が爵位と家督を相続。長景は外務省に入省し、退官後貴族院の子爵議員に当選して務め、東条内閣に文部大臣として入閣し、学徒動員、勤労動員などを指導したが、占領軍に戦犯容疑で逮捕された。長景夫人の悦子は内閣総理大臣だった加藤高明伯爵の長女。長景の代に岡部子爵家の邸宅は東京市赤坂区丹後町にあった。
長景の長男長衡（大正2年8月10日生）は陸軍技術少佐だった。その長男に長忠（昭和16年6月11日生）、その長男に長知（昭和50年8月29日生）がある。